# Sopubia kacondensis
Sopubia kacondensis là loài thực vật có hoa thuộc họ Cỏ chổi. Loài này được S.Moore miêu tả khoa học đầu tiên năm 1911.